# Agoudil
Agoudil ist eine Oase in der algerischen Sahara.

## Geschichte und Beschreibung
Die Oase Agoudil liegt ca. 200 km südlich von Reggane an der Tanezrouftpiste bzw. Nationalstraße 6, einer wichtigen Nord-Süd-Route und Verbindung nach Mali.
Im 20. Jahrhundert wurde auf dem Areal vergeblich nach Erdöl gesucht.
Eine Probebohrung stieß aber auf Grundwasser.
In der Folge wurden eine Polizeistation und ein Motel (Motel Agoudil) erbaut.